# Bartolomé Descalzo
Bartolomé Descalzo (Chacabuco, 1886 - Buenos Aires, 1966) fue un militar y político argentino.

## Biografía
Nació en Chacabuco, provincia de Buenos Aires, el 25 de enero de 1886, hijo de Fernando Descalzo y Mariana Errecart.
Cursó sus estudios como ingeniero militar en el Colegio Militar de la Nación y en la Escuela Superior de Guerra, instituciones en las que también fue profesor titular de las materias Fortificación de Campaña y Topografía y Estudio Militar del Terreno. Fue subdirector de la Escuela de Suboficiales, director de la Escuela de Infantería, jefe de Estado Mayor de las IV y V Divisiones del Ejército Argentino, y comandante de infantería de la 2.ª División. Alcanzó el grado de coronel y fue presidente del Instituto Nacional Sanmartiniano e inspector general del arma de infantería. Era amigo del oficial Juan Domingo Perón y fue su padrino de casamiento en su primera boda, en 1929.
Participó activamente en la preparación del golpe de Estado de septiembre de 1930, como hombre de confianza del general Agustín P. Justo ante el grupo de conspiradores dirigidos por el general José Félix Uriburu, y coordinando a los oficiales de la fuerza militar que fue clave en el movimiento armado, la Escuela de Infantería. No obstante, cuando Justo comienza a mostrarse como opositor del gobierno de Uriburu, poco tiempo después del golpe, fue apartado de la capital y puesto al mando de un regimiento en la provincia de Formosa.
Participó también en el golpe de Estado de 1943 y estaba ligado al GOU, una logia de oficiales de rango intermedio que funcionó como proveedora de funcionarios militares a la dictadura subsiguiente. Poco después fue pasado a retiro militar, y en 1944 fue nombrado vicepresidente de YPF, y tras los sucesos de octubre de 1945 fue nombrado ministro del Interior por influencia del coronel Juan Domingo Perón, que había surgido de la crisis como el hombre fuerte del régimen. Durante su corto mandato inició la transición a la democracia, y anunció el llamado a elecciones para febrero de 1946, garantizando la limpieza electoral y la prescindencia oficial del gobierno nacional y de las intervenciones provinciales. Pocas semanas más tarde fue reemplazado por el coronel Felipe Urdapilleta, oficialmente por razones de salud, aunque Descalzo prefería dedicarse a la organización militar, al trabajo en YPF y a la historiografía militar.
A principios de 1946, el general Farrell lo nombró Director Nacional de Energía, conservando el cargo al asumir la presidencia el ya general Perón. Durante su gestión se iniciaron las negociaciones con la Standard Oil para la exploración y explotación conjunta de petróleo junto con YPF; también en este período fue creada la Comisión Nacional de Energía Atómica. En 1950, escribió los conceptos preliminares de San Martín, héroe de la paz, de Malatios Khouri. En julio de ese mismo año, el presidente Perón lo desplazó por decreto de la presidencia del Instituto Nacional Sanmartiniano, por considerarlo opositor a la interpretación política que pretendía darle a los festejos del centenario del fallecimiento del general San Martín. Descalzo renunció entonces también a la Dirección Nacional de Energía.
Falleció en Buenos Aires en 1966.

## Obra escrita
Entre sus escritos históricos se pueden citar:
- Acción de San Lorenzo (1945)
- Testamento Político del General San Martín (1948)
- La Entrevista de Guayaquil a la luz de los documentos históricos (1948)